# Christiane Ensslin
Christiane Ensslin (Bartholomä, 1939 – Keulen, 20 januari 2019) was een Duits feministe en activiste. Ze werkte elf jaar tot 2003 bij het Hamburg Instituut voor Sociaal Onderzoek.

## Kinderjaren
Christiane Ensslin werd geboren in het dorp Bartholomä in Baden-Württemberg, Duitsland. Haar vader, Helmut, was dominee van de Evangelische Kerk in Duitsland. Ze waren met 7 kinderen waaronder haar zus Gudrun Ensslin. Gudrun was een van de oprichters van de RAF. Gudrun werd gearresteerd in juni 1972 en in Hamburg opgehangen gevonden in haar gevangeniscel op 18 oktober 1977 in Stuttgart. In haar familie werden de sociale onrechtvaardigheden van de wereld vaak besproken wat zeker invloed heeft gehad op de twee zussen. Christiane was eerder opstandig en Gudrun was dan eerder rustig.

## Levensloop
Christiane was totaal anders dan haar zus en leefde voor de rechten van de vrouw, feminisme en schrijft voor een feministisch tijdschrift. Rond 1977 hielp Christiane met de oprichting van het tijdschrift EMMA. De zussen delen een gemeenschappelijke morele verontwaardiging over Duitslands heden en verleden, maar hun opvatting over hoe te handelen op deze verontwaardiging trekt ze in tegengestelde richtingen. Wanneer Gudrun in de gevangenis verblijft toont Christiane en haar Broer Gottfried solidariteit met Gudrun. De brieven 1972-1973 tussen Gudrun, Gottfried en Christiane bewijzen dit en verschenen in 2005 in een boek. Na de dood van haar zus Gudrun, raakt Christiane geobsedeerd door deze gebeurtenis. Haar persoonlijke en politieke activiteiten worden volledig herschikt. Alle activiteiten van Christiane zijn vanaf dan gericht op het blootstellen van hoe deze politieke misdaad is gebeurd. Christiane werkte tien jaar met Franz Greno als corrector, redacteur en uitgever (Het boek van de film: Rosa Luxemburg door Margarethe von Trotta), schreef de 1987 essay 'Alle Kretenzers liegen. Op dit moment ontmoette ze haar levenslange partner, de sociale wetenschapper Klaus Jünschke die 16 jaar in een gevangenis verbleef en een voormalig lid van de RAF is. Hij schreef ook een post in de 'dode hoek'. Na het faillissement van Greno Verlags werkte Christiane voor de Vereniging van Film Werknemers en vervolgens (1992-2003) als archivaris bij het Hamburg Instituut voor Sociaal Onderzoek. Gedurende deze tijd heeft ze samen met haar vriendin, de journaliste Gita Ekberg, zich ingezet voor gevangenisarbeid in de gevangenis van Santa Fu. In 1993, verscheen de Actie Gids tegen racisme, en Christiane bevoderde Hubertus Beckers boek: De nederlaag van de gevangenissen. Bijna veertig jaar hielp Christiane met de verzorging van de gevangenen. Zij is de initiatiefnemer van het "Comite tegen incommunicado detentie van politieke gevangenen." Nadat ze met pensioen was gegaan, werkte ze rond gevangenarbeid in de gevangenis van Keulen verder samen met Klaus Jünschke.
De twee zussen hebben altijd een tegenstrijdige levensstijl geleid, maar waren ook afhankelijk van elkaar.  Dit wordt heel duidelijk in beeld gebracht in de film "Die bleierne Zeit" of De Duitse zusters. The German sisters was de oorspronkelijke titel van de film bij de première in Chicago tijdens het International Film Festival in november 1982. De film werd commercieel uitgebracht in New York als "Marianne en Juliane".
Ze overleed in 2019 op 79-jarige leeftijd.